# ایناری‌زوشی

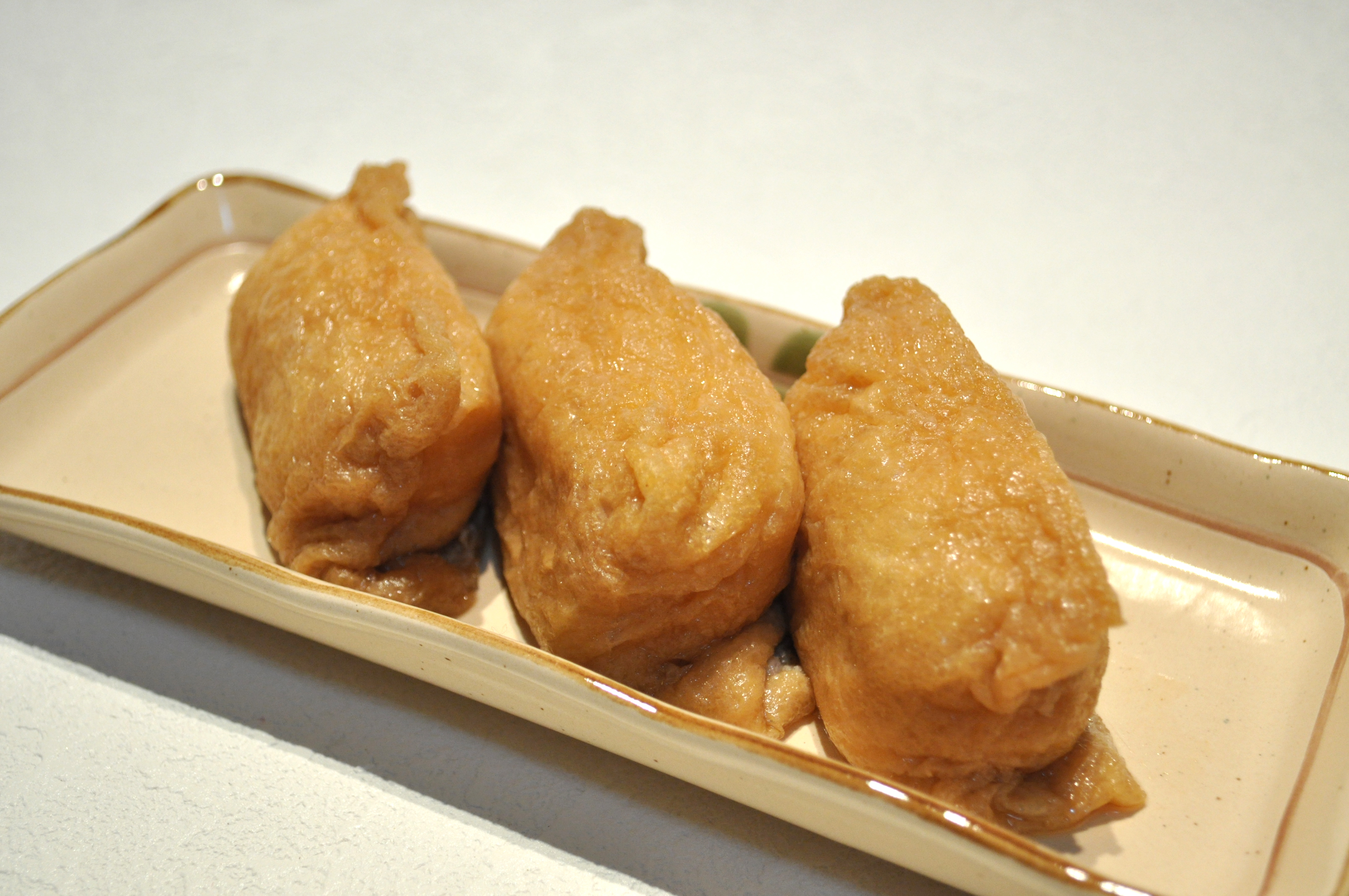
ایناری‌زوشی.

ایناری‌زوشی (به ژاپنی: 稲荷寿司 いなりずしInarizushi) نوعی غذاست که لایهٔ بیرونی آن را آبوراآگه‌ای (فراورده‌ای از سویا) که در ضمن پختن شدن طعم ترش‌وشیرین به آن داده می‌شود، تشکیل می‌دهد. این فراورده دو لایه دارد و می‌توان آن را به شکل یک پاکت یا کیسه استفاده کرد. بعد از باز کردن دو لایه آبوراآگه با برنج سوشی، یا انواع دیگر برنج پر می‌شود. نام آن از ایناری اخدای آیین شینتو و خدای باروری، برنج، صنعت و کامیابی دنیوی گرفته شده‌است.
این نوع سوشی در اوایل قرن نوزدهم در شهر تویوکاوا در استان آیچی به وجود آمده‌است. امروزه شهر تویوکاوا از مراکز اصلی تولید انواع گوناگون ایناری‌زوشی در ژاپن است. ایناری‌زوشی برای اولین بار در هنگام قحطی بزرگ تمپو (۱۸۳۷–۱۸۳۳) در جلوی دروازهٔ معبد ایناری در شهر تویوکاوا فروخته شده‌است. از زمان‌های قدیم با بحال ایناری‌زوشی خوراک عامهٔ مردم عادی بوده و در رستوران‌های سطح بالای سوشی به مشتریان عرضه نمی‌شود.